# أليخاندرو ألمادا
أليخاندرو ألمادا (بالإسبانية: Alejandro Almada)‏ هو لاعب كرة قدم أرجنتيني، ولد في 5 يناير 1990 في بارانا، انتري ريوس في الأرجنتين. لعب مع أتلتيكو باتروناتو.

## وصلات خارجية
- أليخاندرو ألمادا على موقع قاعدة بيانات كرة القدم.إي يو (الإنجليزية)
- أليخاندرو ألمادا على موقع Soccerway.com (الإنجليزية)